# Marguerite Gardiner
Marguerite Power Farmer Gardiner, condesa de Blessington (Clonmel, 1 de septiembre de 1789-París, 4 de junio de 1849) fue una novelista irlandesa.
Nació como Margaret Power cerca de Clonmel en el condado de Tipperary, Irlanda, era hija de Edmund Power, un pequeño terrateniente. Su infancia fue poco feliz debido al carácter y la pobreza de su padre, y su temprana madurez desdichada por su matrimonio impuesto a la edad de quince años con el capitán Maurice St. Leger Farmer, un oficial inglés cuyos hábitos alcohólicos finalmente lo llevaron como deudor a la prisión King's Bench, donde murió en octubre de 1817.
Marguerite lo había dejado ya antes, trasladándose a Hampshire donde conoció al conde irlandés Charles John Gardiner, primer conde de Blessington, un viudo con cuatro hijos (dos legítimos), que era siete años menor que ella. Se casaron en St Mary's, Bryanston Square, Marylebone el 16 de febrero de 1818 (solo cuatro meses después de la muerte de su primer esposo). De excepcional belleza, encanto e ingenio, se distinguió también por su generosidad y los gustos extravagantes que compartía con su esposo, lo que dio como resultado cargas sobre sus fincas por deudas. El 25 de agosto de 1822 emprendieron un viaje por el continente con la hermana menor de Marguerite, Mary Anne, de veintiún años, y varios sirvientes. Encontraron al conde D'Orsay (quien había conocido a Lady Blessington en Londres en 1821) en Aviñón el 20 de noviembre de 1822, antes de establecerse en Génova durante cuatro meses desde el 31 de marzo de 1823. Allí estuvieron con Lord Byron en varias ocasiones, lo que dio a Lady Blessington material para sus Conversaciones con Lord Byron.  

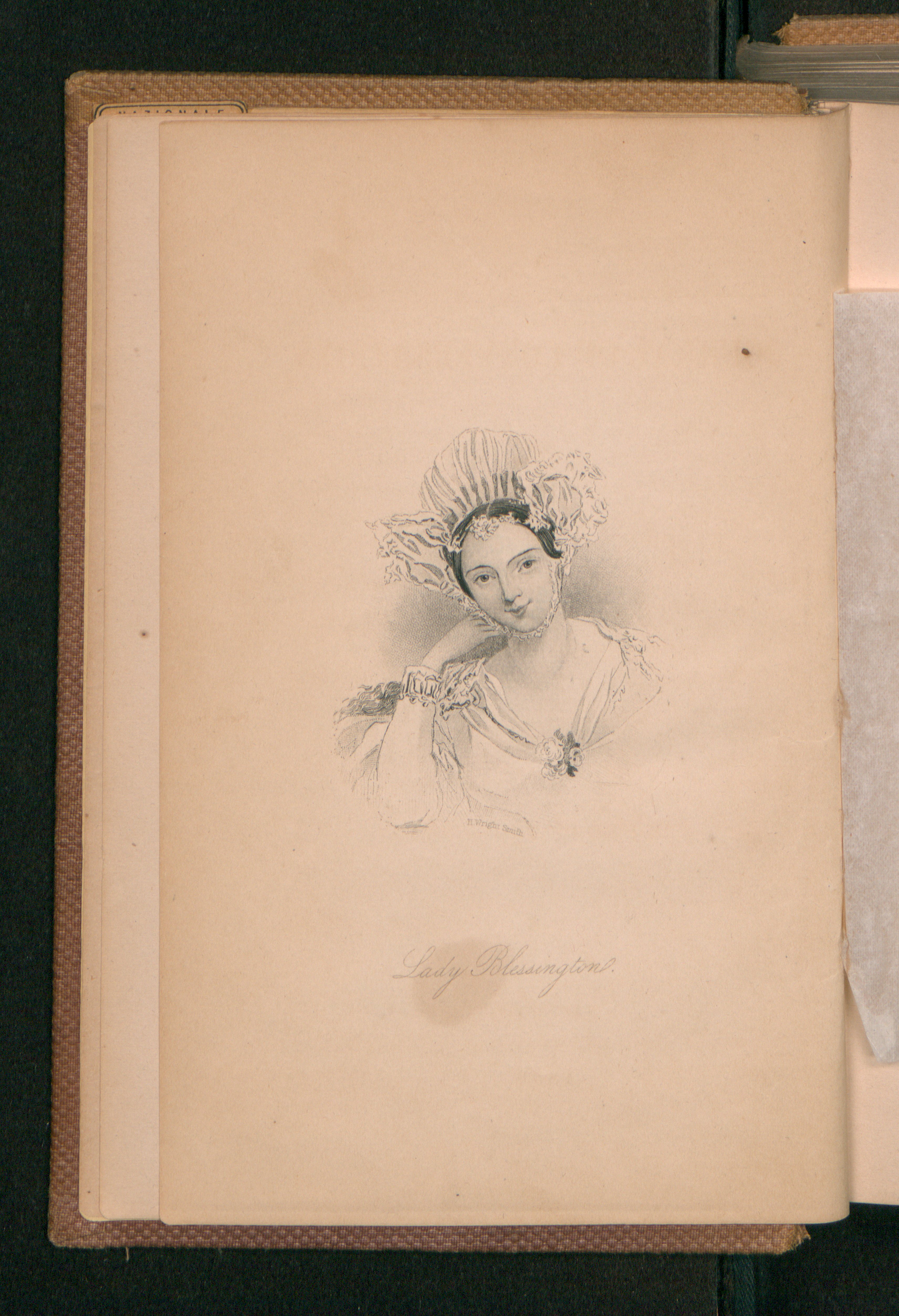
Journal of conversation with Lord Byron, 1859

Después se establecieron durante la mayor parte del tiempo en Nápoles, donde ella conoció al escritor irlandés Richard Robert Madden, que se convertiría en su biógrafo. También pasaron un tiempo en Florencia con su amigo Walter Savage Landor, autor de Conversaciones imaginarias que ella admitó muchísimo. Fue en Italia, el 1 de diciembre de 1827, cuando el conde D'Orsay se casó con Harriet Gardiner, la única hija de Lord Blessington de su anterior esposa. Sin embargo, Harriet y d'Orsay se separaron pronto. Los Blessington y los recién casados se fueron a París a finales de 1828, residiendo en el Hôtel Maréchal Ney, donde el conde murió de forma repentina a los 46 años de edad de un ataque de apoplejía en 1829. D'Orsay, quien se acababa de separar de su mujer, acompañó entonces a Lady Blessington a Inglaterra y vivió con ella hasta su muerte. Su casa, primero en Seamore Place y luego en Gore House, Kensington, actualmente la sede del Albert Hall, se convirtió en el centro de atracción para todas las personas distinguidas en literatura, la docencia, el arte, la ciencia y la moda. Allí escribió Benjamin Disraeli su novela Venetia.
Después de la muerte de su esposo, ella complementó sus menguados ingresos contribuyendo a varias publicaciones periódicas, así como escribiendo novelas. Durante varios años editó The Book of Beauty y The Keepsake, anuales populares de la época. En 1834 publicó sus Conversaciones con Lord Byron. Su Idler in Italy (1839-1840) e Idler in France (1841) fueron populares por el cotilleo personal y la anécdota, descripciones de la naturaleza y del sentimiento.
A principios de 1849, el conde D'Orsay dejó Gore House para huir de sus acreedores; por lo tanto, los muebles y la decoración se vendieron en pública subasta con lo que consiguió Lady Blessington saldar sus deudas. Lady Blessington se unió al conde en París, donde ella murió el 4 de junio de 1849 de un ataque al corazón. Al examinarla se encontró que su corazón triplicaba el tamaño normal.[cita requerida]
Su Literary Life and Correspondence (3 vols.), editada por Richard Robert Madden, apareció en 1855. Un retrato de ella, obra de Sir Thomas Lawrence, puede verse en la colección Wallace de Londres.